# Casiana Muñoz
Casiana Muñoz Tuñón (Córdoba, 1960) es doctora en Ciencias Físicas, profesora de la Universidad de La Laguna y directora de grupo de investigación del Instituto de Astrofísica de Canarias (IAC), institución de la que también fue subdirectora en el periodo 2018-2024. Su trabajo de investigación se centra en la física de la formación estelar violenta de las galaxias. Lidera, además, el Grupo de Calidad del Cielo, cuyo trabajo ha sido fundamental para convertir al IAC en uno de los mejores centros de astrofísica del mundo.
En 2025 recibió la Medalla de Andalucía de la Investigación, la Ciencia y la Salud.

## Trayectoria
Muñoz se licenció con sobresaliente en Ciencias Físicas por la Universidad de Granada en 1984. Al terminar la carrera, fue a Londres con una beca del British Council. Estando allí, solicitó realizar el doctorado en el Instituto de Astrofísica de Canarias (IAC) donde fue aceptada. Se doctoró en 1987 por la Universidad de la Laguna (ULL) con un estudio sobre la morfología y estructura de las galaxias. Durante unos años, fue profesora titular de Física Aplicada en la ULL, cargo que dejó para dedicarse completamente a la investigación. En el periodo comprendido entre 1987 y 2021 publicó alrededor 155 artículos en revistas científicas con revisión de pares, dirigió tesis doctorales y organizó numerosos congresos internacionales.
Su investigación se centra en la caracterización de la atmósfera para la astronomía y la física de galaxias. En 2021, se publicaron los resultados de su trabajo de investigación en colaboración con otros investigadores del IAC en el que el instrumento ‘Osiris’, del Gran Telescopio Canarias (GTC), encontró el cúmulo de galaxias en formación más densamente poblado del universo primitivo. Además de participar en el estudio de los brotes violentos de formación de estrellas y su impacto en las galaxias en conjunto con otros países, Muñoz es cocreadora del DIMM (instrumento para medir la turbulencia atmosférica) junto a J. Vernin.
Muñoz lidera el Grupo de Calidad del Cielo cuyo trabajo ha sido fundamental para convertir al IAC en uno de los mejores centros de astrofísica del mundo y para preparar la candidatura canaria para albergar el Telescopio de Treinta Metros (TMT), el telescopio más grande del hemisferio norte. También colabora con la Real Academia de Ciencias, Bellas Letras y Nobles Artes de Córdoba, la Universidad de La Laguna y la Universidad Complutense de Madrid (UAM).[cita requerida]
Como divulgadora, contribuye a acercar la ciencia a la ciudadanía. Por este motivo, en 2021 participó en la preparación de la grabación de la sinfonía Heroica, de Ludwig van Beethoven, realizada por la Orquesta Sinfónica de Tenerife en el Grantecan, con motivo del 250 aniversario del nacimiento del compositor. Además, colabora para fomentar las vocaciones STEM (ciencia, tecnología, ingeniería y matemáticas, por sus siglas en inglés) entre las niñas.
El 10 de enero de 2022 abrieron las puertas de un nuevo instituto de educación secundaria (IES) en Córdoba que lleva su nombre. La denominación del nuevo IES se acordó unas semanas antes por el Consejo Escolar del nuevo IES en el barrio de Miralbaida 
que supone un reconocimiento a la carrera investigadora y divulgadora de Casiana Muñoz Tuñón.

## Obra
- 2006 - La Luz con el tiempo dentro. Junto a Guillermo Tenorio Tagle. Fondo de Cultura Económica de España. ISBN 9789681674472.